# 17305 Caniff
17305 Caniff este o planetă minoră (asteroid), cu un diametru de 25,368 km, din centura de asteroizi. A fost descoperită pe 24 septembrie 1960 la Observatorul Palomar de Cornelis Johannes van Houten. 
Obiectul prezintă o orbită caracterizată de o semiaxă mare de 4,0075816 UAi, o excentricitate de 0,14, o înclinație de 6,68213 ° în raport cu ecliptica.